# 1816 au royaume uni des Pays-Bas
Chronologie des Pays-Bas
- 1812
- 1813
- 1814
- 1815
- 1816
- 1817
- 1818
- 1819
- 1820

Cette page recense des événements qui se sont produits durant l'année 1816 au royaume uni des Pays-Bas.

## Chronologie
- 7 janvier : arrêté royal approuvant le « Règlement général pour la gouvernance de l'Église réformée néerlandaise dans le royaume des Pays-Bas ».
- 26 juin : création du Moresnet neutre, minuscule territoire contrôlé conjointement par le royaume de Prusse et le royaume uni des Pays-Bas

## Naissances
- 29 juin : Jacob van Zuylen van Nijevelt, homme politique néerlandais († 4 novembre 1890).
- 22 septembre : Charles Leickert, peintre belge († 5 décembre 1907).
- 26 novembre : Joseph Stevens, peintre animalier et graveur belge († 2 août 1892).

## Décès
- 6 février : Gerrit Malleyn, peintre néerlandais (° 1er janvier 1773).